# Sotiris Kaiafas
Sotiris Kaiafas (en griego: Σωτήριος Καϊάφας; Nicosia, 17 de diciembre de 1949) es un exfutbolista chipriota. Jugaba como delantero centro, desarrolló toda su carrera en el Omonia Nicosia y fue internacional con la selección de fútbol de Chipre. A título individual ganó la Bota de Oro en 1976.

## Biografía
Kaiafas nació en Mia Milia, un distrito del norte de Nicosia, y comenzó a jugar al fútbol en clubes locales. En 1965 recaló en el Omonia Nicosia y dos años más tarde debutó con el primer equipo. Desde el comienzo destacó por ser un delantero centro con acierto goleador, especializado en potentes disparos a larga distancia.
Su carrera deportiva coincidió con la época dorada del Omonia en la Primera División de Chipre, en aquella época un torneo semiprofesional. Durante diecisiete campañas que defendió la camiseta del trébol, Kaiafas ganó once ligas, seis copas y ocho trofeos individuales como máximo realizador. En la temporada 1975-76 llegó a marcar 39 goles en 32 partidos que le valieron la Bota de Oro al mayor goleador de las ligas europeas de máxima categoría. Kaiafas se mantuvo en el Omonia hasta su retirada definitiva en 1984, con un saldo total de 321 goles en 476 partidos oficiales.
A nivel internacional jugó para la selección de fútbol de Chipre, aunque no tuvo la misma efectividad que con su club: allí marcó dos goles en 18 partidos oficiales.
Kaiafas es considerado uno de los mejores futbolistas grecochipriotas de la historia: en 2004 fue reconocido como jugador de oro de la UEFA en representación de Chipre. Su hijo Kostas Kaiafas ha sido también futbolista internacional.

## Trayectoria
| Equipo                        | Periodo   | Partidos | Goles |
| AC Omonia                     | 1967/1984 | 388      | 261   |
| Selección de fútbol de Chipre | 1976/1979 | 18       | 2     |
| Total                         | 1967-1984 | 406      | 263   |